# Brunei Open
O Brunei Open (Aberto de Brunei) foi um torneio de golfe que fazia parte do Asian Tour. A edição de 2005 foi a primeira do torneio de golfe já profissional de Brunei e foi vencida pelo australiano Terry Pilkadaris. O torneio era realizado no campo Empire Hotel e Country Club, que foi projetado pelo ex-jogador norte-americano de golfe Jack Nicklaus. O prêmio em dinheiro era de 300,000 de dólares americanos em 2010.

## Vencedores
| Ano  | Vencedor         | País       |
| ---- | ---------------- | ---------- |
| 2010 | Siddikur Rahman  | Bangladesh |
| 2009 | Darren Beck      | Austrália  |
| 2008 | Rick Kulacz      | Austrália  |
| 2007 | Lin Wen-tang     | Taiwan     |
| 2006 | Wang Ter-chang   | Taiwan     |
| 2005 | Terry Pilkadaris | Austrália  |